# Loasa triloba
Loasa triloba là một loài thực vật có hoa trong họ Loasaceae. Loài này được Dombey ex Juss. mô tả khoa học đầu tiên.